# Cícero Eduardo dos Santos
Cícero Eduardo dos Santos, mais conhecido como Tatá (Maceió, ) é um jogador profissional de futevôlei brasileiro.
Em 2010, junto com Nathaniel Cavalcante Júnior, o Pião, sagrou-se tricampeão mundial da categoria.
O atleta alagoano lidera o ranking da categoria no Brasil: tem seis títulos mundiais, cinco brasileiros, 12 alagoanos e foi 14 vezes campeão norte-nordeste de futevôlei. Com o surgimento da Liga Nacional de Futevôlei, Tatá conseguiu faturá-la em três ocasiões, fora outros campeonatos não oficiais em que ele foi convidado.
Desde 2012 ele atua pelo Flamengo-RJ, e disputa os torneios de clubes ao lado do carioca Anderson Águia, entre outros atletas.

## Títulos
Brasil
- Tricampeão Mundial de Futevôlei
- 2012 - Campeão II Mundial de Futevôlei 4 por 4[6]

Flamengo
- 2012 - Campeão da 4a etapa Liga Nacional de Futevôlei[7].